# Bandiera del Nunavut
La bandiera del Nunavut raffigura un inukshuk (un ometto di pietra usato dalle popolazioni locali come punto di riferimento) di colore rosso su sfondo bicolore oro-bianco. In alto a destra è raffigurata la Stella Polare (Niqirtsituk) in blu, la guida tradizionale per i navigatori, nonché simbolo della saggezza degli anziani della comunità.
L'oro, il bianco e il blu rappresentano le ricchezze della terra, del cielo e del mare, mentre il rosso rappresenta il Canada.

## Storia
Per la creazione della bandiera e dello stemma, il cui processo fu guidato dagli anziani delle comunità inuit, furono consultate le comunità di Rankin Inlet, Baker Lake, Kinngait, Iqaluit e Pangnirtung. A seguito di un appello lanciato a tutti i canadesi, furono inviate più di 800 proposte da tutto il Canada.
La proposta vincente, inviata da Andrew Qappik da Pangnirtung, fu formalmente accettata dalla Regina Elisabetta II e dal Governatore generale del Canada Roméo LeBlanc, e fu adottata il 1º aprile 1999, giorno della creazione del Territorio di Nunavut per scorporo dai Territori del Nord-Ovest.